# Vallo di Nera
Vallo di Nera település Olaszországban, Umbria régióban, Perugia megyében. Lakosainak száma 345 fő (2023. január 1.). Vallo di Nera Campello sul Clitunno, Cerreto di Spoleto, Poggiodomo, Spoleto és Sant'Anatolia di Narco községekkel határos.

## Népesség
A település lakossága az elmúlt években az alábbi módon változott:
| Lakosok száma | 373  | 360  | 345  |
|               | 2017 | 2018 | 2023 |

## Közlekedés
1926 és 1968 között a településnek vasútállomása volt.

## Képgaléria

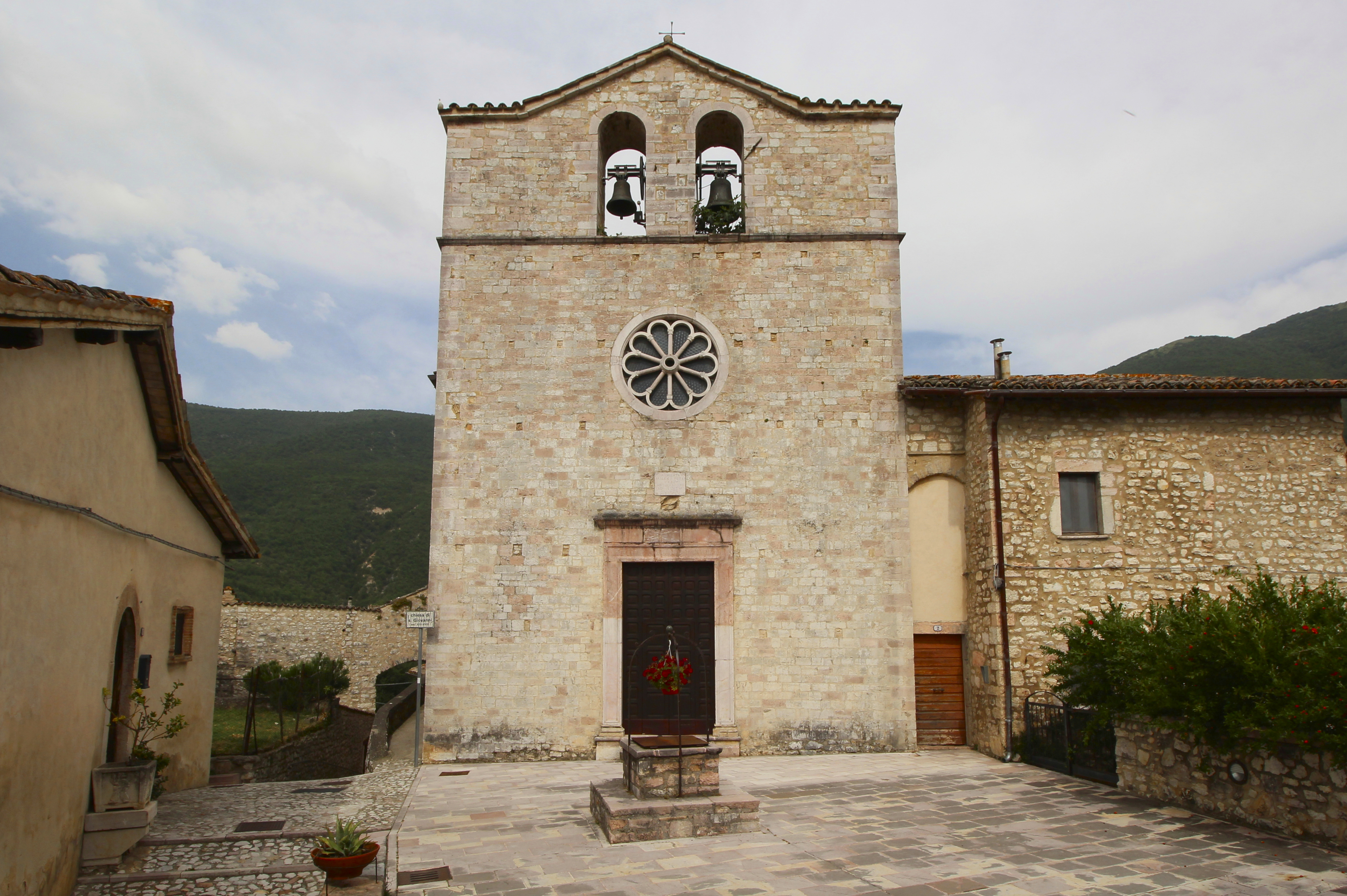
Chiesa di San Giovanni Battista templom
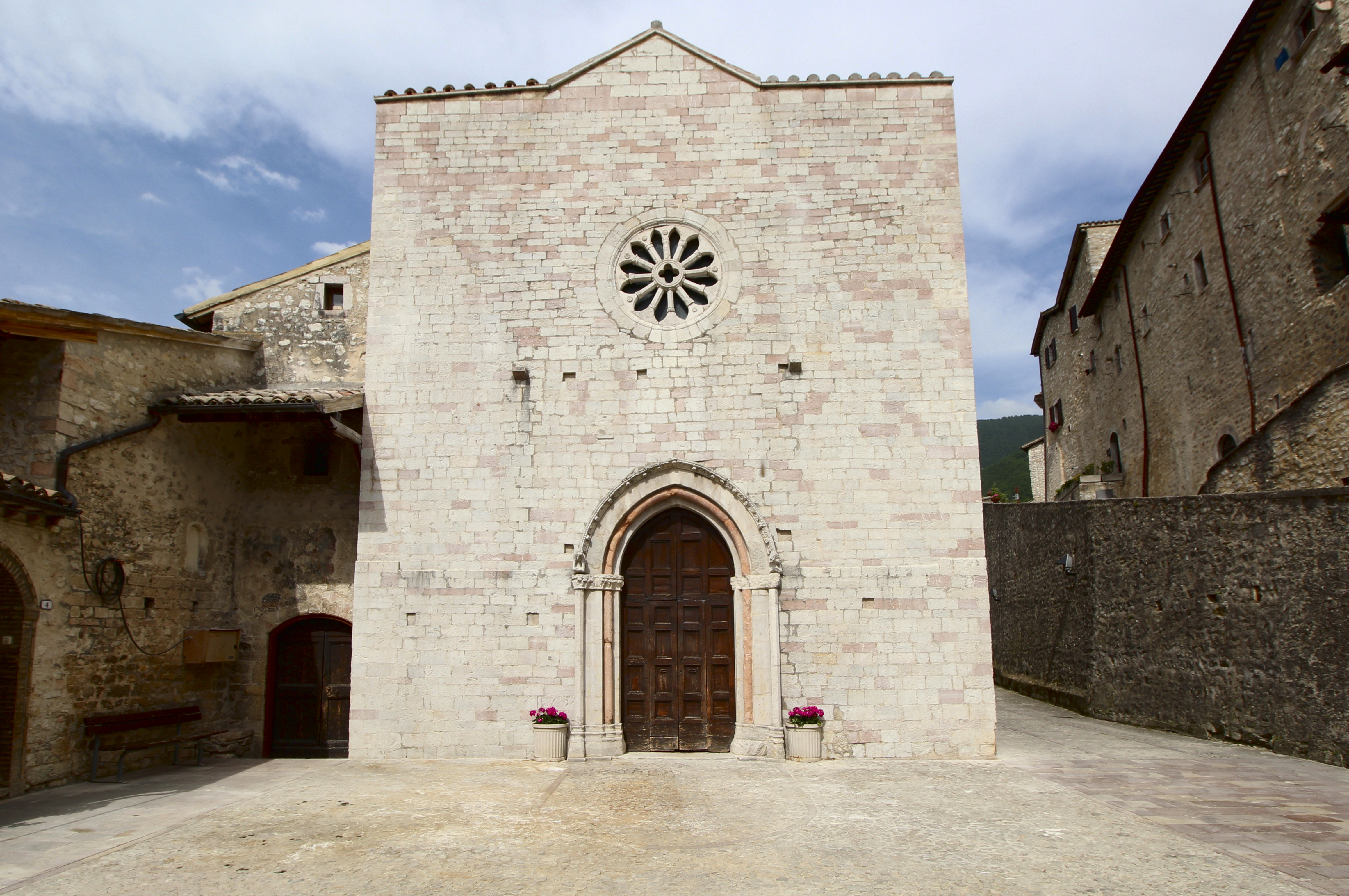
Chiesa di Santa Maria templom
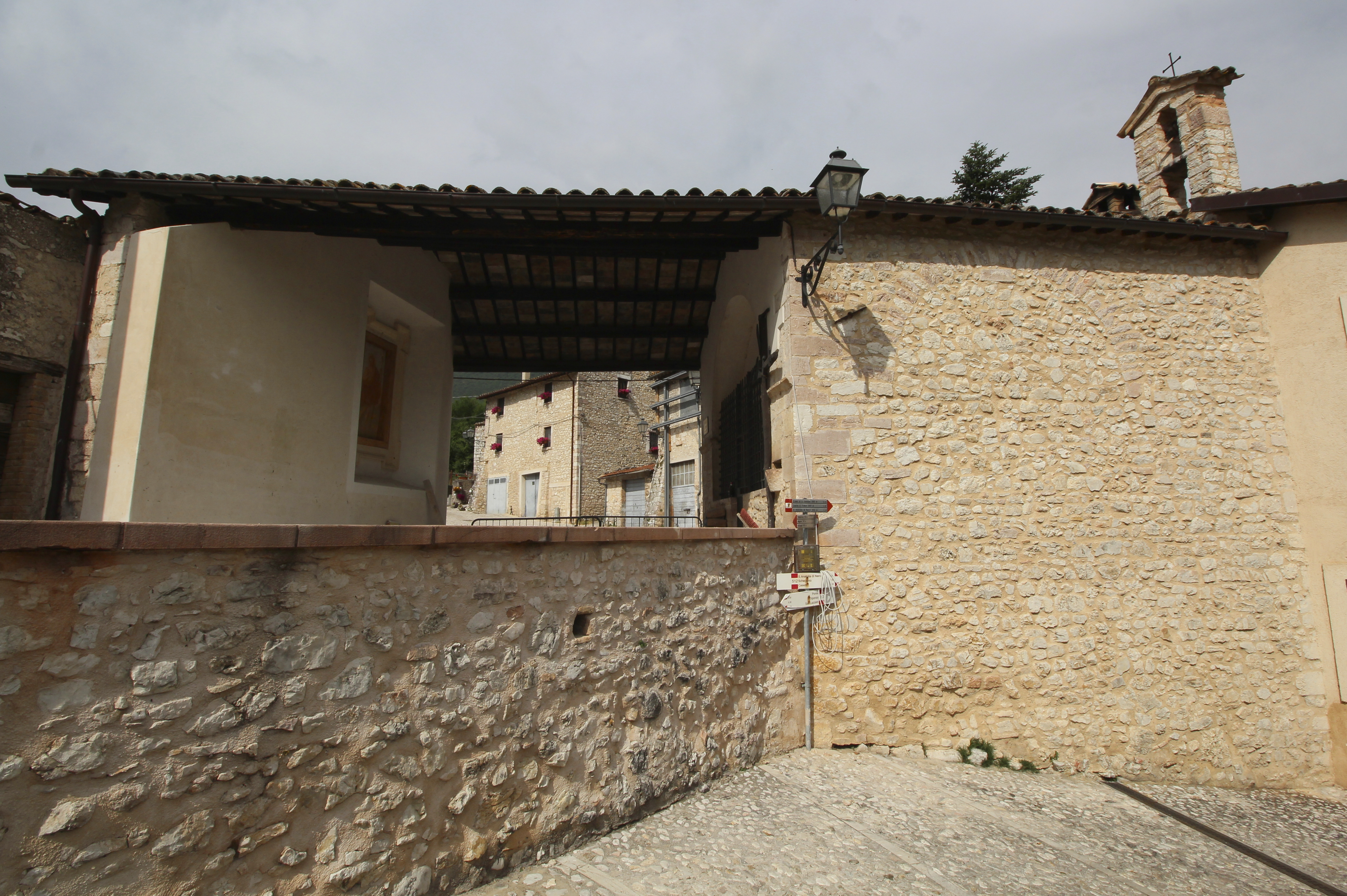
San Rocco
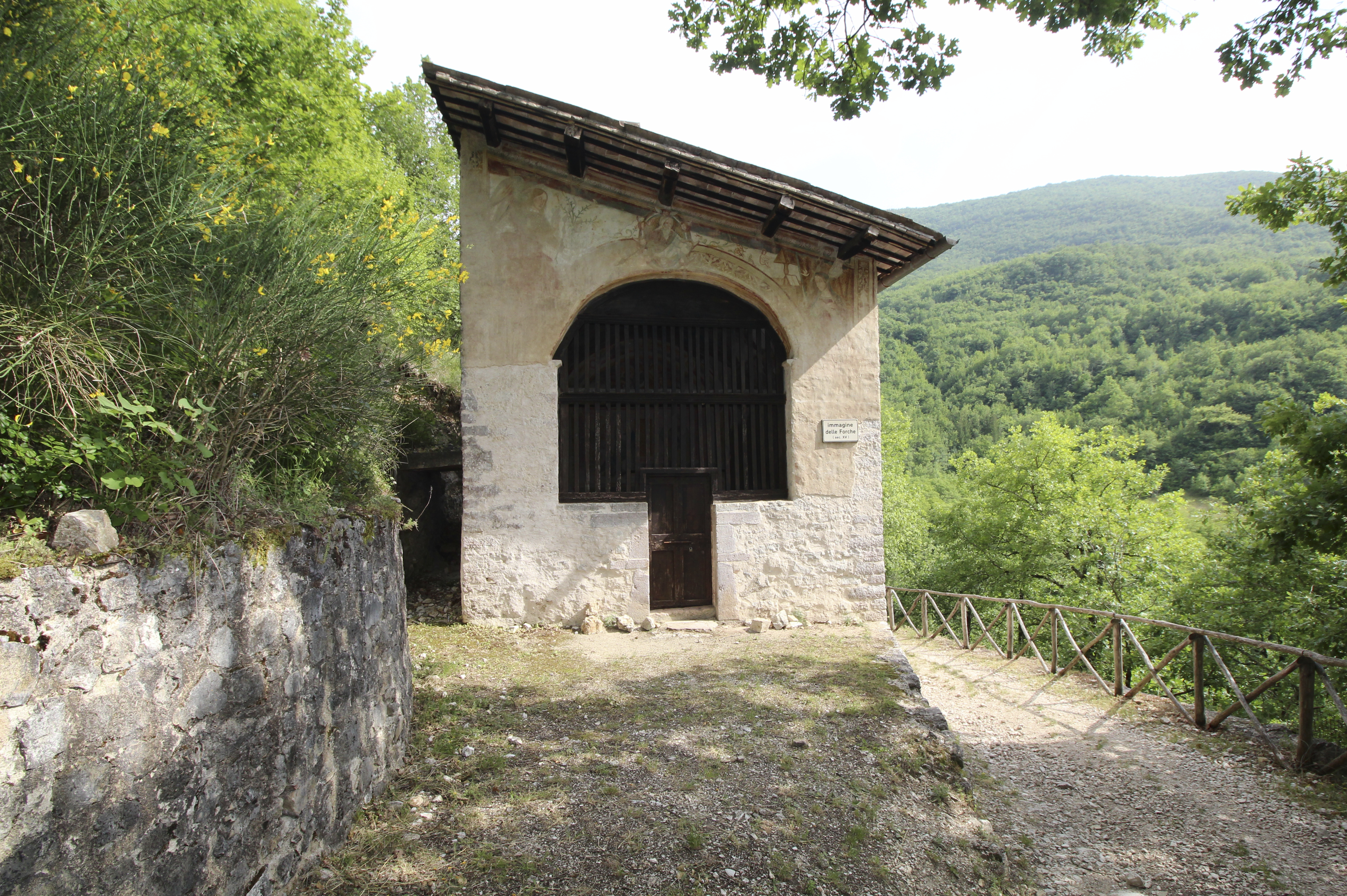
Immagine delle Forche
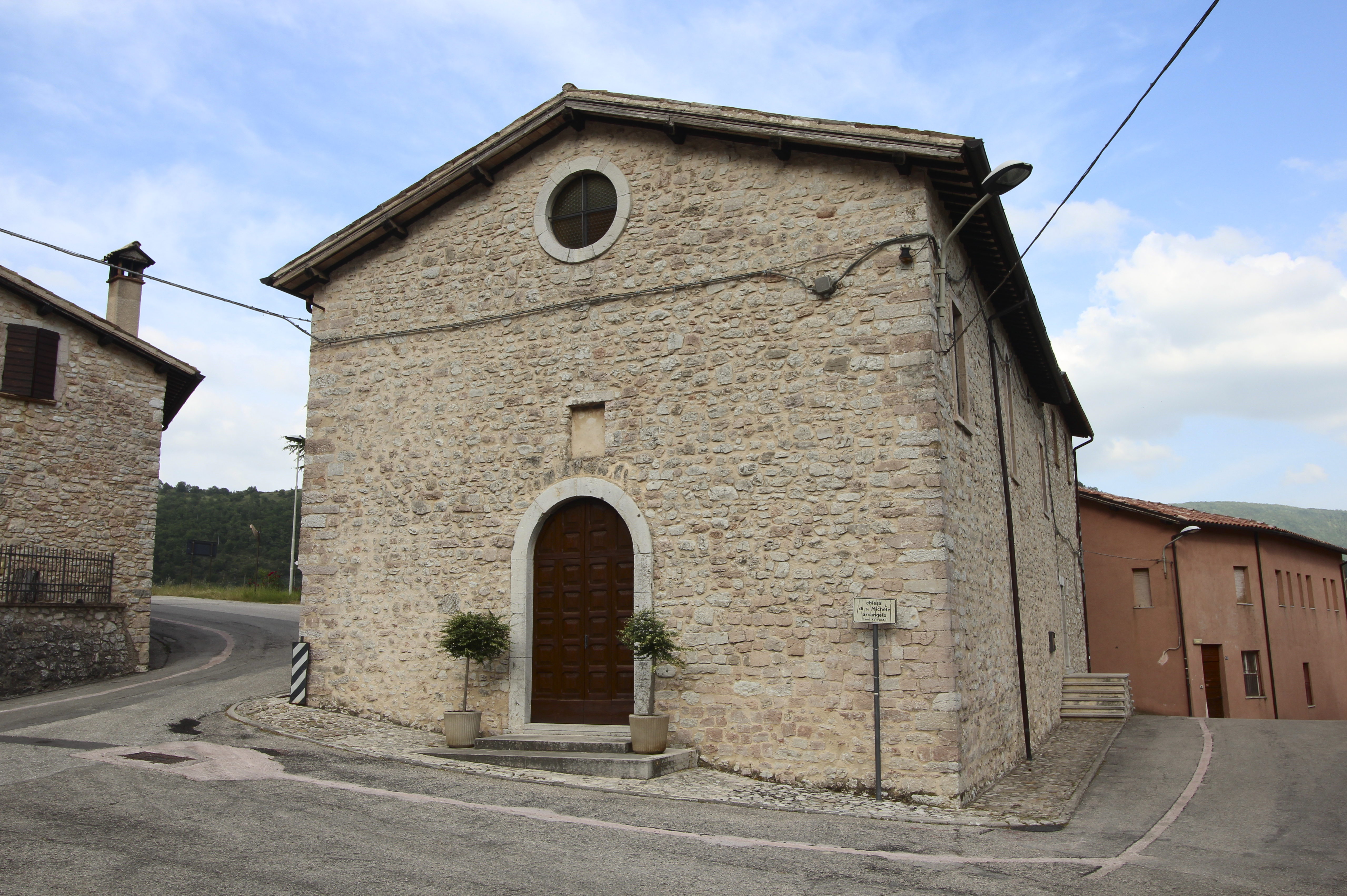
San Michele Arcangelo Meggianóban